# Miklós Srp
Miklós Srp (ur. 6 marca 1993 w Peczu) – węgierski chodziarz, uczestnik igrzysk w Rio de Janeiro.

## Kariera

### Początki
Zaczął trenować w wieku 14 lat pod okiem swojego ojca, Gyuli Srp.

### Mistrzostwa Węgier w chodzie
| rok  | dystans | medal   |
| ---- | ------- | ------- |
| 2012 | 20 km   | srebrny |
| 2013 | 20 km   | srebrny |
| 2014 | 20 km   | brązowy |
| 2015 | 20 km   | srebrny |
| 2015 | 50 km   | złoty   |
| 2016 | 50 km   | srebrny |

### Rekordy osobiste

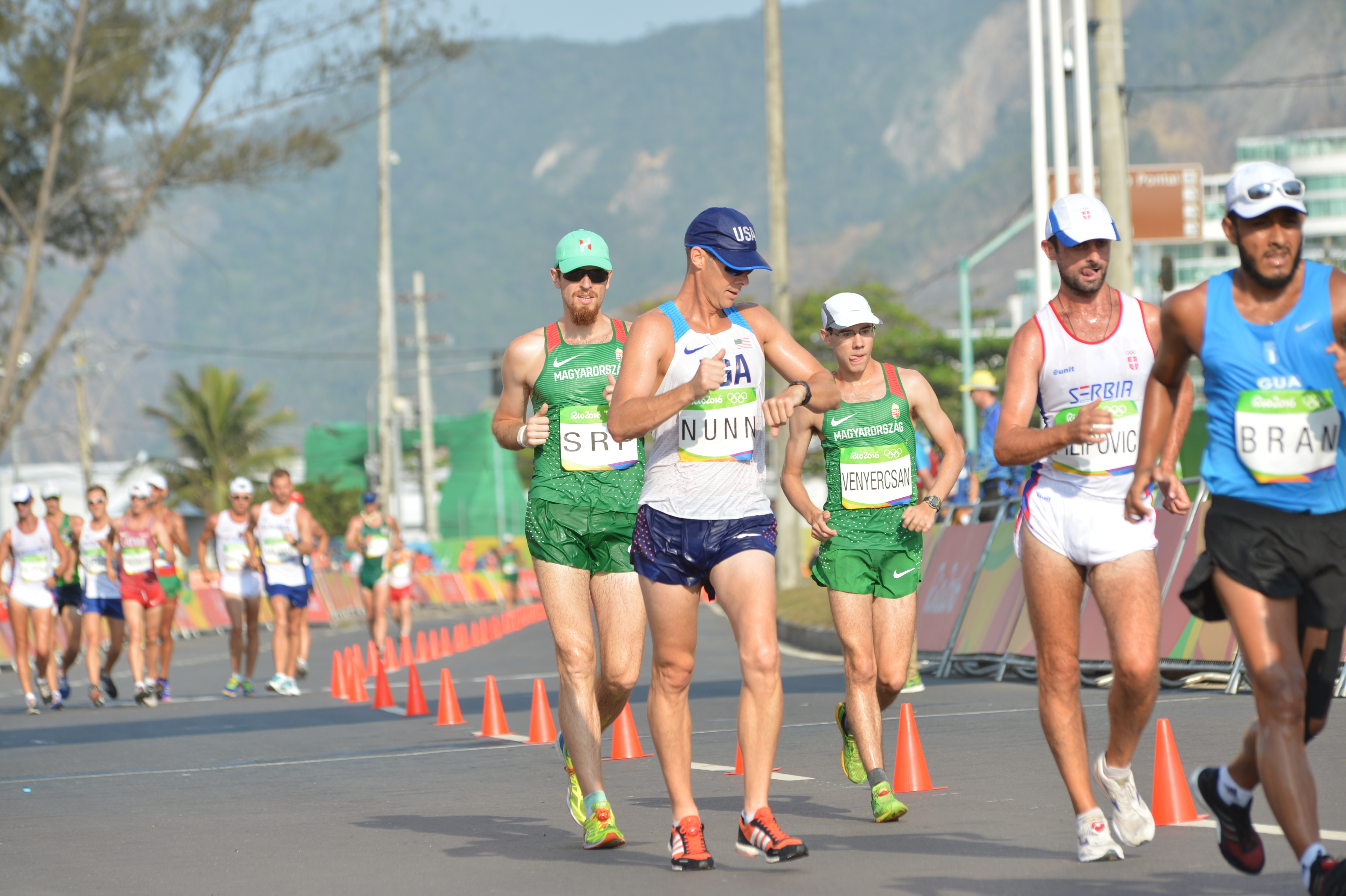
Srp w czasie chodu na 50 km w Rio de Janeiro (piąty od prawej)

| Rok  | dystans | czas    |
| ---- | ------- | ------- |
| 2011 | 10 km   | 44:02   |
| 2014 | 20 km   | 1:28:17 |
| 2016 | 50 km   | 3:57:06 |

### Igrzyska Olimpijskie
Brał udział w chodzie na 50 km w czasie Igrzysk w Rio de Janeiro, lecz nie został sklasyfikowany z powodu dyskwalifikacji.

## Źródła
- http://index.hu/sport/2016/rio/resztvevo/srp_miklos
- http://olimpia.hu/at-srp-miklos
- Profil chodziarza w serwisie olympic.org
- http://sports.yahoo.com/olympics/rio-2016/a/1170458/